# Шахсуварян Олександр Арутинович
Олександр Арутинович Шахсуварян (1888, місто Єлизаветполь, тепер Гянджа, Азербайджан — 1938) — вірменський радянський діяч, секретар ЦК КП(б) Вірменії, заступник голови Ради народних комісарів Вірменської РСР.

## Життєпис
Навчався у Нерсисянівській школі міста Тифліса (Тбілісі).
Член РСДРП(б) з 1907 року.
З 1912 по 1915 рік навчався в Дерптському (Тартуському) університеті.
З 1915 по 1917 рік служив у російській армії (Північна Персія (Іран)). У 1917 році обраний головою ради солдатських депутатів.
З 1917 року — на партійній роботі в Грузії. Три рази заарештовувався грузинською владою (у Метехі, в Кутаїсі та в Батумі).
З 1919 року — секретар Тифліського підпільного комітету РКП(б). Знову заарештований, до лютого 1921 року перебував у в'язниці.
З лютого 1921 року — голова революційного комітету Авлабарсько-Навтлузького району міста Тифліса.
У 1922—1923 роках — завідувач відділу ЦК КП(б) Вірменії.
У березні 1923 — 6 липня 1927 року — секретар ЦК КП(б) Вірменії.
У 1929—1934 роках — завідувач відділу охорони праці Народного комісаріату праці Закавказької РФСР (ЗРФСР) та заступник народного комісара праці ЗРФСР; заступник народного комісара робітничо-селянської інспекції ЗРФСР.
У 1934—1935 роках — голова Ревізійної комісії Закавказького крайового комітету ВКП(б).
4 жовтня 1935 — 1937 року — заступник голови Ради народних комісарів Вірменської РСР.
Одночасно з 28 січня 1937 року — голова Єреванської міської Ради.
1937 року заарештований органами НКВС. Репресований, загинув у 1938 році.
У 1954 році рішенням Верховного суду Вірменської РСР посмертно реабілітований.